# Hospers (Iowa)
Hospers es una ciudad ubicada en el condado de Sioux en el estado estadounidense de Iowa. En el Censo de 2010 tenía una población de 698 habitantes y una densidad poblacional de 556,82 personas por km².

## Geografía
Hospers se encuentra ubicada en las coordenadas 43°4′26″N 95°54′12″O / 43.07389, -95.90333. Según la Oficina del Censo de los Estados Unidos, Hospers tiene una superficie total de 1,25 km², de la cual 1,25 km² corresponden a tierra firme y (0%) 0 km² es agua.

## Demografía
Según el censo de 2010, había 698 personas residiendo en Hospers. La densidad de población era de 556,82 hab./km². De los 698 habitantes, Hospers estaba compuesto por el 97,42% blancos, el 0,86% eran afroamericanos, el 0,29% eran amerindios, el 0,43% eran asiáticos, el 0% eran isleños del Pacífico, el 0,14% eran de otras razas y el 0,86% pertenecían a dos o más razas. Del total de la población el 2,15% eran hispanos o latinos de cualquier raza.